# U-624
Unterseeboot 624 foi um submarino alemão do Tipo VIIC, pertencente a Kriegsmarine que atuou durante a Segunda Guerra Mundial.
O U-624 esteve em operação entre os anos de 1942 e 1943, realizando neste período 2 patrulhas de guerra, nas quais afundou 8 navios aliados e danificou outro, num total de 46160 toneladas de arqueação.
Foi afundado  por cargas de profundidade lançadas por uma aeronave B-17 (Sqdn. 220/J) no dia 7 de fevereiro de 1943, causando a morte de todos os 45 tripulantes.

## Comandantes
| Comandante                              | Data                                        |
| --------------------------------------- | ------------------------------------------- |
| Kptlt. Ulrich Graf von Soden-Fraunhofen | 28 de maio de 1942 - 7 de fevereiro de 1943 |

## Subordinação
Durante o seu tempo de serviço, esteve subordinado às seguintes flotilhas:
| Período                                       | Flotilha                                  |
| --------------------------------------------- | ----------------------------------------- |
| 28 de maio de 1942 - 30 de setembro de 1942   | 8. Unterseebootsflottille (treinamento)   |
| 1 de outubro de 1942 - 7 de fevereiro de 1943 | 7. Unterseebootsflottille (serviço ativo) |

## Operações conjuntas de ataque
O U-624 participou das seguinte operações de ataque combinado durante a sua carreira:
- Rudeltaktik Puma (23 de outubro de 1942 - 29 de outubro de 1942)
- Rudeltaktik Natter (30 de outubro de 1942 - 8 de novembro de 1942)
- Rudeltaktik Kreuzotter (8 de novembro de 1942 - 24 de novembro de 1942)
- Rudeltaktik Habicht (10 de janeiro de 1943 - 19 de janeiro de 1943)
- Rudeltaktik Haudegen (19 de janeiro de 1943 - 7 de fevereiro de 1943)

## Coordenadas
1. ↑  em posição 55° 42' N 26° 17' O